# One more time, One more chance
「One more time, One more chance」（ワン・モア・タイム ワン・モア・チャンス）は、山崎まさよし通算4枚目のシングル。1997年1月22日発売。発売元はポリドール・レコード（現：ユニバーサルミュージック）。2007年に発売されたリニューアル版「『秒速5センチメートル』 Special Edition」についても併せて説明する。

## 解説
表題曲は山崎の初主演映画である『月とキャベツ』（篠原哲雄監督、1996年）の主題歌に採用され、ロングヒットを記録した、初期の代表曲のひとつ。映画公開に併せシングルが発売され、累計売り上げ30万枚を越えるヒット作となった。同年発売のアルバム『HOME』にも収録されている。FM802では1997年1月度の邦楽ヘビーローテーションに選出。同局のチャート番組『OSAKAN HOT 100』では1997年1月26日付にて最高位の2位を獲得した。大阪では発売初日に1万枚のバックオーダーがあった。1997年2月末時点で、売上の半分は大阪でのものだった。
楽曲そのものは山崎が山口県から上京した直後の1993年頃に作られたもので、デビューするために上京したもののなかなかデビューが決まらない日々、悶悶とした自分の気持ちを綴った曲である。「阪神・淡路大震災で死んだ自分の恋人を歌っている」などと吹聴される事があるが、前述のとおり1993年頃の製作であり、震災発生の1995年と時期が一致しない。歌詞の中には山崎が上京当時居を構えた「桜木町」（神奈川県横浜市中区および西区）の地名が登場する。また「急行待ちの踏切」などの言葉も登場することから、歌の舞台が東急東横線沿線であることを窺わせる。
8センチシングルでリリースされたのち、2000年5月31日にマキシシングルとして再リリースされた。2005年9月21日に同時発売されたベストアルバム『BLUE PERIOD』（A面集）と『OUT OF THE BLUE』（B面集）の発売をもち、シングルは生産終了となっている。2007年のリニューアル盤は発売中である。なお、8センチのシングル盤で初めて「山崎まさよし オフィシャルファンクラブBOOGIE HOUSE」の情報が掲載された。
ベストアルバム発売年の2005年12月31日に放送された『第56回NHK紅白歌合戦』に出演し、本楽曲を歌唱した。当日は、横浜みなとみらい21の「横浜ランドマークタワー」等を臨むエリアから、実況生中継で放送された。
2006年の『M-1グランプリ』決勝（テレビ朝日系、2006年12月24日放送）にて、優勝したチュートリアルの漫才のネタにこの曲のサビの部分が使用された。このことは山崎自身も認識しており、喜ぶコメントがファンクラブ会報に掲載されている。 
2020年11月より山崎本人が出演しているスクウェア・エニックスのアプリゲーム『ロマンシング サガ リ・ユニバース』2周年キャンペーンのCMソングにも採用されている。

## 収録曲
全作詞・作曲：山崎将義
1. One more time, One more chance (5:29)
  - 編曲：森俊之
2. 妖精といた夏 (6:11)
  - 編曲：山崎将義
3. One more time, One more chance (KARAOKE) (5:25)

## 『秒速5センチメートル』 Special Edition
「One more time, One more chance 『秒速5センチメートル』 Special Edition」（ワン・モア・タイム ワン・モア・チャンス 『びょうそく5センチメートル』 スペシャル・エディション）は、山崎まさよしの通算22枚目のシングルとして、2007年3月3日に発売された。

### 解説
- オリジナル・シングルのリリースから10年後、新海誠監督によるアニメーション映画『秒速5センチメートル』の主題歌として、新海監督から「One more time, One more chance」の楽曲使用の依頼があり、山崎サイドが快諾したのを機に発売された。オリジナル版がシングルベスト『BLUE PERIOD』（2005年9月21日）リリースの際に生産中止となったため、リニューアルされて新発売されたシングルが本作品である。オリジナル盤発売元のポリドールがユニバーサルミュージックに吸収合併されたため、本作はユニバーサルからのリリースとなっている。制作はナユタウェイブレコーズ。
- タイアップとなった『秒速5センチメートル』の内容にJR小山駅が登場したことに合わせて、実際に小山駅の両毛線ホームでBGMとして2018年4月7日〜6月30日の期間内に「One more time, One more chance（PIANO Ver.）」が起用された[5]。

### 収録曲
1. One more time, One more chance　（5:34）
  - 『BLUE PERIOD』リリースの際にリマスタリングされた音源を使用している。
2. 雪の駅〜One more time, One more chance〜　（2:20）
  - 映画のサントラ盤に収録されていた、「One more time, ～」のインストゥルメンタルバージョン。
3. One more time, One more chance（弾き語りVer.）　（5:30）
  - 初CD音源化となる弾き語りバージョン。
  - この弾き語りバージョンは、CD化以前からビデオクリップ集『動く山崎 VIDEO CLIPS 1995-1998』（2000年5月1日にDVD化、発売は1998年）に収録されていた。なお、オリジナルバージョンのミュージック・ビデオは、2003年9月17日に発売されたビデオクリップ集第2弾『山崎 動く動く VIDEO CLIPS 1998-2003』に収録されている。CD化はオリジナルバージョンが先、映像化は弾き語りバージョンが先、という変わったリリース形態であった。
  - なお、スタジオ録音ではないが、ライブ・アルバム『ONE KNIGHT STANDS』（2000年9月25日）に収録されているものもいわゆる「弾き語り」である。

## 収録アルバム等
- One more time, One more chance
  - HOME
  - BLUE PERIOD
- One more time, One more chance （Live Version #1）
  - ONE KNIGHT STANDS
- One more time, One more chance （Live Version #2）
  - 心拍数 （通常盤）
- One more time, One more chance （Live Version #3）
  - WITH STRINGS
- One more time, One more chance （弾き語りヴァージョン）
  - The Road to YAMAZAKI ~ the BEST selections for beginners ~ [SOLO ACOUSTIC]
- 妖精といた夏
  - アレルギーの特効薬
- 雪の駅 〜One more time, One more chance〜
  - 秒速5センチメートル DVD-BOX

## カバー
- ロナルド・チェン（1999年、広東語版「One more time」、アルバム『One more time』）
- 松本潤（嵐）（2002年、VHS/DVD『ALL or NOTHING』）
- 天野清継（2005年、山﨑まさよしトリビュートアルバム『ONE MORE TIME, ONE MORE TRACK』にてギターカバー）
- SOTTE BOSSE（2006年、カバーアルバム『Essense of life』）
- 島谷ひとみ（2007年、アルバム『男歌〜cover song collection〜』）
- 宮川愛（2007年、カバーアルバム『Love Songs』）
- The JADE（2009年、アルバム『手紙』）
- つるの剛士（2009年、カバーアルバム『つるのうた』）
- さかいゆう（2010年、福耳によるトリビュートアルバム『HOME〜山崎まさよしトリビュート〜』）
- BENI（2012年、アルバム『COVERS』）
- 倖田來未（2013年、アルバム『Color the Cover』）
- チャンヨル（EXO）（2016年、アルバム『SoundCloud Releases』）
- 中森明菜（2016年、アルバム『Belie』）
- Little Glee Monster（2017年、アルバム『Joyful Monster』）
- Uru（2018年、シングル『remember』）
- ソン・シギョン（2018年、アルバム『君がいるよ』）
- 丸本莉子（2018年、アルバム『COVER SONGS』）
- JUJU (2020年、カバーアルバム『俺のRequest』）
- ヤジマレイ（FAITH） (2020年オーガスタキャンプ)
- Crystal Kay（2021年、カバーアルバム『I SING』収録 [6]）
- 中島美嘉 (2021年、アルバム『Message～Piano & Voice～』）
- 坂本冬美 (2024年、カバーアルバム『想（おも）いびと』）